# La domenica delle salme
La domenica delle salme è una canzone di Fabrizio De André inclusa nell'album Le nuvole (1990). Benché firmata indistintamente da De André e Mauro Pagani, come tutti gli altri frutti della loro collaborazione, i due autori non hanno nascosto che il primo fu essenzialmente autore del testo, mentre Pagani si occupò della musica. Pagani ricorda che, nella genesi del testo, De André compose in un insieme organico una serie di brevi frasi appuntate dai quotidiani nel corso dei due anni precedenti.
Il brano si aggiudicò la Targa Tenco alla Migliore Canzone nel 1991.
L'inizio del brano è costituito dall'esecuzione di buona parte di Giugno (da Le stagioni op.37a) di Pëtr Il'ič Čajkovskij da parte del pianista Andrea Carcano. La medesima esecuzione compare anche nel finale del brano Ottocento, che fa sempre parte dell'album Le nuvole.
La canzone, insieme a Ottocento, sempre tratta dall'album Le nuvole, era il leitmotif della rubrica Italia bella, tenuta da Marco Messeri all'interno del programma televisivo Avanzi.

## Nascita del brano
La musica è scritta con Mauro Pagani, come pure il testo, l'unico scritto da Pagani con De André. Racconta Pagani:
(Mauro Pagani, 2006 )

Nel testo del brano De André cita il suo «illustre cugino de Andrade» in riferimento al poeta brasiliano Oswald de Andrade.
(Fabrizio De André, 1990)

Un altro soggetto citato nel testo è Renato Curcio, fondatore delle Brigate Rosse, paragonato al carbonaro Piero Maroncelli.
(Fabrizio De André)
Vengono inoltre citati i "palastilisti", con riferimento al PalaTrussardi di Milano, che prende appunto il nome da uno stilista ed è presente un atto d'accusa esplicito contro il mondo della musica e i colleghi cantautori divenuti secondo l'autore dei meri "servitori del potere", intrattenitori o fautori di cause di facciata: «voi che avete cantato sui trampoli e in ginocchio / coi pianoforti a tracolla / vestiti da Pinocchio / voi che avete cantato per i Longobardi e per i centralisti / per l'Amazzonia e per la pecunia / nei palastilisti / e dai padri Maristi / voi avevate voci potenti / lingue allenate a battere il tamburo / voi avevate voci potenti / adatte per il vaffanculo». Tra i cantanti a cui si allude, possibili anche due riferimenti diretti ad Antonello Venditti ed Edoardo Bennato, cantautori "politicamente impegnati" nel decennio precedente, con allusioni ironiche all'album di Bennato Burattino senza fili (ispirato al libro di Carlo Collodi) e al testo della canzone di Venditti Notte prima degli esami ("Io mi ricordo, quattro ragazzi con la chitarra / E un pianoforte sulla spalla"). 
D. È dunque un atto d'accusa.
R. Sicuramente, e lo è anche nei nostri confronti. C'è una tirata contro i cantautori che avevano una voce potente per il vaffanculo, e invece non l'hanno fatto a tempo debito. Io credo che in qualche maniera la canzone possa influire sulla coscienza sociale, almeno a livello epidermico, Noto che ci sono tante persone che vengono nel camerino alla fine di ogni spettacolo e che mi dicono: siamo cresciuti con le tue canzoni e abbiamo fatto crescere i nostri figli con le tue canzoni. E non so fino a che punto sia una cosa giusta. Credo che in qualche misura le canzoni possano orientare le persone a pensare in un determinato modo e a comportarsi di conseguenza.»
(Fabrizio De André, 1993)
Sono presenti riferimenti a fatti di cronaca che hanno l'intento di porre l’attenzione sulla pericolosità dell’insorgere di gruppi estremisti di destra in Italia ed all'estero. Tra di essi all'inizio del brano è citato l'omicidio di un senzatetto ospite presso il Pio Albergo Trivulzio, nota casa di cura per gli anziani meno abbienti di Milano detta comunemente Baggina (da cui, due anni dopo la scrittura della canzone, partirà la prima inchiesta che porterà allo scandalo di Tangentopoli), il quale fu bruciato vivo nel suo letto. Il riferimento alla "scimmia del Quarto Reich" che "ballava la polka sopra il muro" fu invece così spiegato da De André:  «Sono molto preoccupato, in Germania Est ci sono state violazioni di tombe ebraiche ed è una cosa che si sta diffondendo in tutta Europa; mi sembra un rigurgito nazista».

## Videoclip
Della canzone venne girato un videoclip, diretto da Gabriele Salvatores, il primo realizzato su una canzone di De André (anche del brano Mégu mégun, anch'esso contenuto nell'album Le nuvole, verrà realizzato un videoclip con regia di Salvatores, nel quale appaiono De André ed un ancora non molto conosciuto Claudio Bisio). Nel filmato le immagini, a volte molto crude e provocatorie (campi di concentramento, maiali, ripugnanti würstel, prostitute ed altro), spesso provenienti dallo schermo televisivo, accompagnano le taglienti e polemiche strofe, talvolta in modo enigmatico.

## Formazione
- Fabrizio De André - voce
- Michele Ascolese - chitarra
- Mauro Pagani - violino, kazoo